# Емільяно Маскетті
Емільяно Маскетті (італ. Emiliano Mascetti, 11 березня 1943, Комо — 7 квітня 2022) — італійський футболіст, півзахисник. По завершенні ігрової кар'єри — спортивний функціонер.
Як гравець насамперед відомий виступами за «Верону».

## Ігрова кар'єра
Народився 11 березня 1943 року в місті Комо. Вихованець футбольної школи клубу «Комо». Дорослу футбольну кар'єру розпочав 1961 року в основній команді того ж клубу, в якій провів чотири сезони, взявши участь у 71 матчі чемпіонату.

Емільяно Маскетті під час виступів за «Верону» у сезоні 1978/79.

Протягом 1965—1967 років захищав кольори команди клубу «Піза».
Своєю грою за останню команду привернув увагу представників тренерського штабу клубу «Верона», до складу якого приєднався 1967 року. Відіграв за команду з Верони наступні шість сезонів своєї ігрової кар'єри. Більшість часу, проведеного у складі «Верони», був основним гравцем команди.
Протягом 1973—1975 років захищав кольори команди клубу «Торіно».
1975 року повернувся до клубу «Верона», за який відіграв 5 сезонів. Граючи у складі «Верони» також здебільшого виходив на поле в основному складі команди. Завершив професійну кар'єру футболіста виступами за цю команду у 1980 році.

## Кар'єра функціонера
Завершивши виступи на футбольному полі, залишився у «Вероні», обійнявши посаду спортивного директора. Після майже десятирічної роботи у «Вероні» обійняв аналогічну позицію у клубній системі римської «Роми», де працював з 1988 по 1996 рік.
Протягом 1996—2002 років був спортивним директором «Аталанти». В подальшому також працював у структурі клубу «Сампдорія».